# 101曲桃鉄大行進〜桃太郎電鉄オリジナル・サウンドトラック〜
『101曲桃鉄大行進〜桃太郎電鉄オリジナル・サウンドトラック〜』は、2010年1月20日に発売されたサウンドトラックCD。桃太郎電鉄シリーズのサウンドトラックCDの一つである。

## 概要
ハドソンのゲームシリーズ『桃太郎電鉄シリーズ』に使用されている楽曲が収録されたサウンドトラック。ゲームボーイアドバンス用ソフト『桃太郎電鉄G ゴールド・デッキを作れ!』からWii用ソフト『桃太郎電鉄2010 戦国・維新のヒーロー大集合!の巻』までの家庭用ゲーム機向け作品、『モバイル桃太郎電鉄TOKYO』等の携帯電話向け作品、『CR桃太郎電鉄』に使用された楽曲が中心に収録されている。収録曲の作曲はサザンオールスターズのベーシスト関口和之とアニメ『ドラゴンボール』の主題歌「魔訶不思議アドベンチャー!」の作曲などで知られる池毅。カバーイラストはシリーズのキャラクターデザインを担当する土居孝幸が手掛けている。
ゲームボーイアドバンス・ニンテンドーDS・携帯電話向けタイトルのBGMについては各ゲーム機などの内蔵音源にコンバートされる以前の関口や池の制作した音源（『桃太郎電鉄11』以降の据置機向けタイトルに使用される音源と同じ）のものが収録されている。

## 収録曲
(出典：)

### DISC1
1. それいけ!桃鉄
作曲：池毅
タイトル曲（桃鉄11以降使用されているバージョン[注 1]）
2. 口笛に乗って
作曲：池毅
桃鉄Gマップ曲
3. ノスタルジック・トレイン～桃鉄2005～
作曲：池毅
桃鉄15マップ曲
4. 目的地に急げ～桃鉄3年決戦!
作曲：関口和之
桃鉄15桃鉄3年決戦!
5. 英雄たちよ～桃鉄2006
作曲：池毅
桃鉄16マップ曲
6. 桃鉄3年決戦!2006
作曲：池毅
桃鉄16桃鉄3年決戦!
7. ノーモア貧乏神!
作曲：関口和之
桃鉄16貧乏神がいない!
8. 乾杯の歌
作曲：池毅
桃鉄20周年マップ曲
9. I AM YOUR TRAIN
作曲：関口和之
桃鉄20周年桃鉄3年決戦!
10. 早春の散歩道
作曲：関口和之
桃鉄2010マップ曲
11. 朝日のあたる街
作曲：池毅
桃鉄2010桃鉄3年決戦!
12. 海風のメヌエット
作曲：関口和之
海上BGM
13. 華麗なる人生
作曲：池毅
岩戸景気BGM
14. 静かの海／AGAIN
作曲：池毅
桃鉄16月面BGM
15. スペース・ツアーズ
作曲：関口和之
銀河鉄道BGM
16. 最凶のボンビラス星
作曲：池毅
ボンビラス星BGM
17. おじゃったもんせ!九州
作曲：関口和之
モバイル桃太郎電鉄TOKYO・DS TOKYOマップ曲（オリジナルは桃鉄X 九州編マップ曲）
18. 旅はそよ風に乗って
作曲：関口和之
モバイル桃太郎電鉄JAPANマップ曲・DS JAPANマップ曲
19. この広い世界いっぱい
作曲：池毅
モバイル桃太郎電鉄	WORLDマップ曲
20. 山と空と海と
作曲：関口和之
モバイル桃太郎電鉄CHUBUマップ曲
21. 夢見る関東平野
作曲：池毅
モバイル桃太郎電鉄KANTOマップ曲
22. 夜空の不思議な町
作曲：池毅
モバイル桃太郎電鉄TOHOKUマップ曲
23. 素晴らしき北の大地
作曲：池毅
モバイル桃太郎電鉄HOKKAIDOマップ曲
24. ジョイ・トゥ・ザ・ラッセル
作曲：池毅
モバイル桃太郎電鉄HOKKAIDOラッセル車乗車時BGM
25. 太陽の国から
作曲：池毅
モバイル桃太郎電鉄KYUSHUマップ曲
26. 陽射しを浴びてウキウキ
作曲：池毅
モバイル桃太郎電鉄SETOUCHIマップ曲
27. 青い終列車
作曲：池毅
モバイル桃太郎電鉄KINKIマップ曲
28. 悪夢のキングボンビー
作曲：関口和之
キングボンビーBGM
29. 暗黒のブラックボンビー
作曲：池毅
桃鉄11・桃鉄15ブラックボンビーBGM
30. 破壊のハリケーンボンビー
作曲：池毅
ハリケーンボンビーBGM
31. 輝け!スペースボンビー
作曲：池毅
桃鉄USAスペースボンビーBGM
32. 戦慄のギーガボンビー
作曲：関口和之
桃鉄15ギーガボンビーBGM
33. 武張るミサイルボンビー
作曲：池毅
桃鉄15ミサイルボンビーBGM
34. 悪魔のゾンビボンビー
作曲：池毅
桃鉄16ゾンビボンビーBGM
35. 愉悦のハピネスボンビー
作曲：池毅
桃鉄16ハピネスボンビーBGM
36. 空前のイレーザーボンビー
作曲：池毅
桃鉄16イレーザーボンビーBGM
37. 哀愁のロシアンボンビー
作曲：池毅
桃鉄20周年ロシアンボンビーBGM
38. 痛快のエアプレンボンビー
作曲：池毅
桃鉄2010エアプレンボンビーBGM
39. 驚愕のバクレツボンビー
作曲：池毅
桃鉄2010バクレツボンビーBGM
40. 戻るな!ミニボンビー
作曲：関口和之
ミニボンビーBGM
41. ボンビーモンキーベイビー
作曲：池毅
ボンビー・モンキーBGM
42. カードを放て!
作曲：池毅
カード使用時ジングル（桃鉄16～）
43. 絶好調のファンファーレ
作曲：池毅
絶好調開始ジングル
44. 絶好調よいつまでも
作曲：池毅
人間プレイヤー絶好調BGM
45. 天邪鬼は有頂天!
作曲：関口和之
天邪鬼絶好調BGM
46. 豆鬼と赤鬼のテーマ
作曲：関口和之
まめ鬼・赤鬼絶好調BGM
47. むじゃきに気をつけて!
作曲：関口和之
むじゃ鬼絶好調BGM
48. 黄鬼一発!
作曲：池毅
黄鬼絶好調BGM
49. 夢競馬～馬鬼絶好調!
作曲：池毅
馬鬼絶好調BGM
50. 遠慮は無用!～餓鬼絶好調!
作曲：関口和之
餓鬼絶好調BGM
51. 完全なる餓鬼
作曲：池毅
餓鬼パーフェクトBGM
52. 妖しい瞳
作曲：池毅
妖鬼妃絶好調BGM
53. 風に乗って～風神絶好調!
作曲：池毅
風神絶好調BGM
54. 魅惑のバラ～あしゅら絶好調!
作曲：池毅
あしゅら絶好調BGM
55. 王者の誇り～えんま絶好調!
作曲：池毅
えんま絶好調BGM
56. さくま鉄人の逆襲!～さくま鉄人絶好調!
作曲：池毅
さくま鉄人絶好調BGM
57. ペペペマン・ファミリー
歌：若槻千夏、作詞・作曲：関口和之、編曲：中西亮輔
本サウンドトラックのためのオリジナル楽曲。「歌合戦 〜桃太郎電鉄20周年記念アルバム〜」に収録されている「怪傑ペペペマンの歌[注 2]」の歌詞を変更したもの。

### DISC2
1. MOMO!俺のヒーロー!
歌：高橋洋樹、作詞・作曲・編曲：池毅
CR桃太郎電鉄
2. SAY!バンザイっ!!
歌：千葉紗子、作詞：前田たかひろ、作・編曲：池毅
CR桃太郎電鉄
3. クライシス・オブ・ジャパン
作曲：池毅
桃鉄15オープニングアニメーション
4. ピーチ・エクスプレス
作曲：関口和之
急行・特急・新幹線・のぞみカード使用時BGM
5. リニアでGO!
作曲：関口和之
リニアカード使用時BGM
6. レッツゴー・ウォーク!
作曲：池毅
レッツ5カード使用時BGM（桃鉄15～）
7. 星にとどけ!
作曲：池毅
☆に願いをカード使用時BGM（桃鉄15～）
8. 9回裏危機一髪!
作曲：池毅
豪速球カード使用時BGM（桃鉄15～[注 3]）
9. 陰陽師(前半)
作曲：池毅
陰陽師カード使用時BGM1
10. 陰陽師(後半)
作曲：池毅
陰陽師カード使用時BGM2
11. 喜びの到着
作曲：関口和之
目的地到着BGM
12. スプリング・ステップ
作曲：関口和之
決算画面BGM
13. 終着駅は始発駅
作曲：関口和之
鉄道省BGM
14. 泣き落としのバラード
作曲：関口和之
物件売却時BGM
15. 新たなる出発
作曲：池毅
ワクチンプログラム開発イベントBGM
16. 桃太郎ランドへようこそ!
作曲：池毅
桃太郎ランド購入イベントBGM（桃鉄15～）
17. たのしい水族館
作曲：池毅
水族館イベントBGM（桃鉄15～）
18. 格差婚ホテル
作曲：池毅
桃鉄20周年格差婚イベントBGM
19. 東北三大まつり
作曲：池毅
桃鉄2010東北三大まつりイベントBGM
20. 色づく街角
作曲：池毅
桃鉄2010紅葉前線イベントBGM
21. 北海道大移動のマーチ!
作曲：池毅
桃鉄16北海道大移動イベントBGM
22. つかめ!八つの玉
作曲：池毅
里見八犬伝イベントBGM
23. いつかどこかで
作曲：関口和之
最大年数プレイエンディングBGM
24. 僕の好きな町
作曲：池毅
全物件独占イベントBGM
25. ペーロン・ヨーイヤサー!
作曲：関口和之
ペーロン祭りレースイベントBGM
26. 花の東京で
作曲：池毅
花の東京一周レースイベントBGM
27. クーネル・サンダース
作曲：池毅
食品日本一イベント（桃鉄15～）
28. 怪人二十一休さんのうた
作曲：関口和之
怪人二十一休さんイベントBGM
29. 持ち金2倍マンのテーマ
作曲：池毅
持ち金2倍マンイベントBGM
30. 忍者のっとりクン
作曲：関口和之
忍者のっとりクンイベントBGM
31. オー・マイ・ベビキュラー
作曲：関口和之
ベビキュラーカード使用時BGM
32. 快傑ペペペマン
作曲：関口和之
ペペペマンイベントBGM
33. 鹿児島おいどん節
作曲：関口和之
おいどんイベントBGM
34. ステキなピヨピー
作曲：関口和之
ピヨピーイベントBGM
35. ハワイ怪獣アロハメハ
作曲：関口和之
アロハメハイベントBGM
36. シーサーおじさん!
作曲：関口和之
名産怪獣シーサーイベントBGM
37. 大岩五郎のテーマ
作曲：池毅
名産怪獣大岩五郎イベントBGM
38. めんたい星人ピリピリ
作曲：池毅
めんたい怪獣ピリピリイベントBGM
39. 東北ラッセラー!
作曲：池毅
名産怪獣ナマハーゲンイベントBGM
40. シルバーダンディ
作曲：関口和之
スリの銀次イベントBGM
41. 怪盗ジパングのテーマ
作曲：関口和之
怪盗ジパングイベントBGM
42. 栄光のスカイタワー
作曲：池毅
CR桃太郎電鉄
43. 桃鉄よ永遠なれ!
作曲：池毅
CR桃太郎電鉄（ゲーム結果発表BGMのアレンジ）
44. スタッフ・オン・マイ・マインド
作曲：池毅
桃鉄15スタッフロールBGM

## スタッフ
（出典:）
- ゲーム監督：さくまあきら
- キャラ・デザイン：土居孝幸
- 作曲：関口和之・池毅
- 音楽協力(関口和之作曲)：辻邦博
- サウンドディレクター：相原真人（ハドソン）
- サウンドアシスタントディレクター：永野貴大（ハドソン）
- マスタリング・エンジニア：山下由美子（コロムビアミュージックエンタテインメント）
- A&R：鞍馬一平（コロムビアミュージックエンタテインメント）
- ジャケット・デザイン：シーツーデザイン
- デザインコーディネーター：高橋彩子（コロムビアミュージックエンタテインメント）
- プロモーター：久保田憲・八木曜子・山田島須磨子（全てコロムビアミュージックエンタテインメント）
- セールス・プロモーター：柏谷智浩・芝田詠美子（全てコロムビアミュージックエンタテインメント）
- プロデューサー：三井啓介（ハドソン）・八木仁（コロムビアミュージックエンタテインメント）
- エグゼクティブ・プロデューサー：前山寛邦（コロムビアミュージックエンタテインメント）